# Castropol
Castropol (asztur nyelven Castripol) település Spanyolországban, Asztúria autonóm közösségben. Castropol Ribadeo, Vegadeo, Vilanova d'Ozcos, Boal, El Franco és Tapia de Casariego községekkel határos. Lakosainak száma 3252 fő (2024).

## Népesség
A település népessége az utóbbi években az alábbiak szerint változott:
| Lakosok száma | 4303 | 4052 | 3922 | 3845 | 3713 | 3696 | 3510 | 3402 | 3288 | 3252 |
|               | 2001 | 2004 | 2007 | 2009 | 2012 | 2014 | 2017 | 2019 | 2022 | 2024 |